# Mariä Himmelfahrt (Kirchlauter)

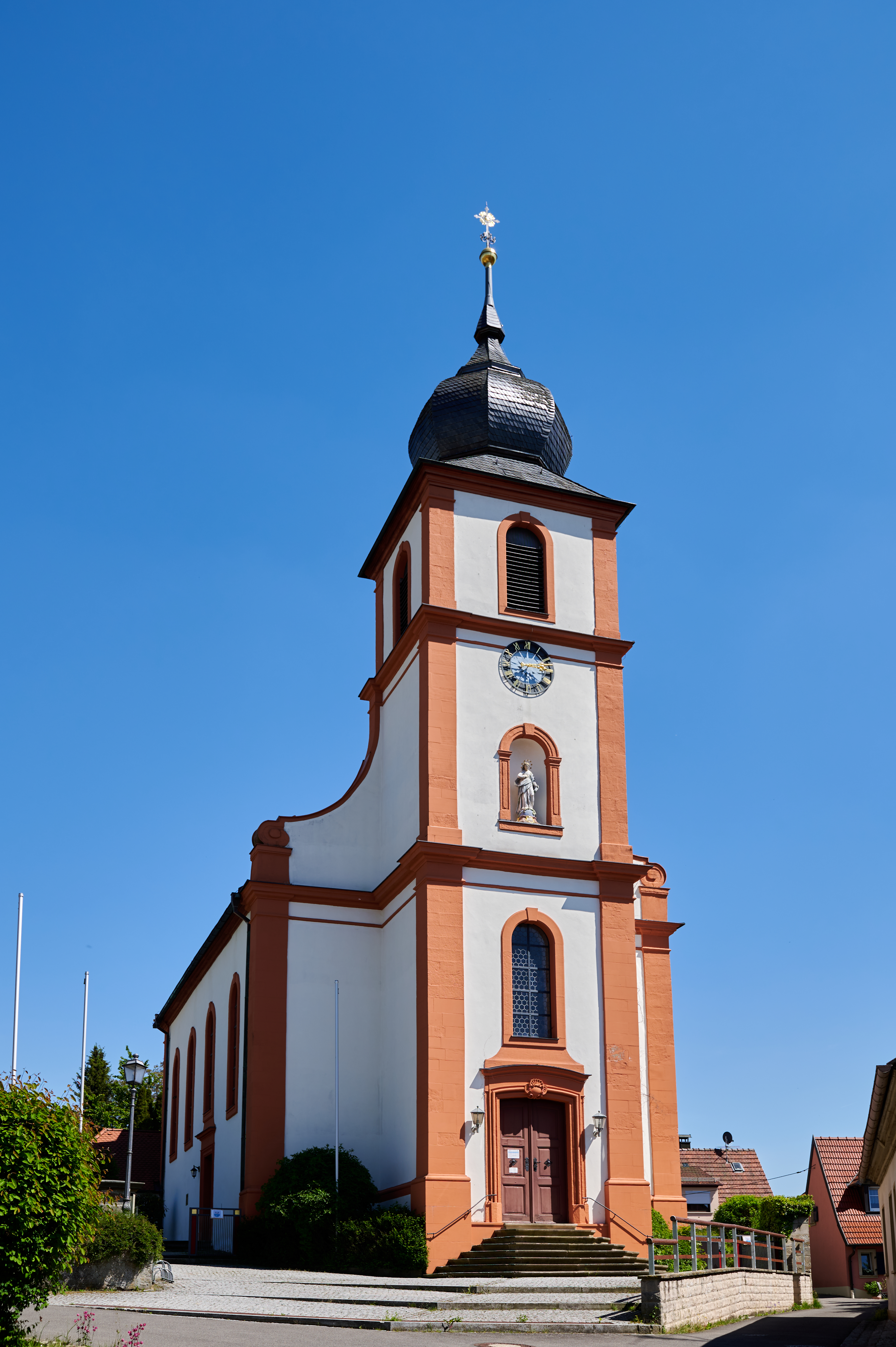
Mariä Himmelfahrt in Kirchlauter

Die römisch-katholische, denkmalgeschützte Pfarrkirche Mariä Himmelfahrt steht in Kirchlauter, einer Gemeinde im Landkreis Haßberge (Unterfranken, Bayern). Die Barockkirche wurde 1759 geweiht. Die Pfarrei gehört zur Pfarreiengemeinschaft Maintal – Heilige Länder (Kirchlauter) im Dekanat Haßberge des Bistums Würzburg.

## Beschreibung

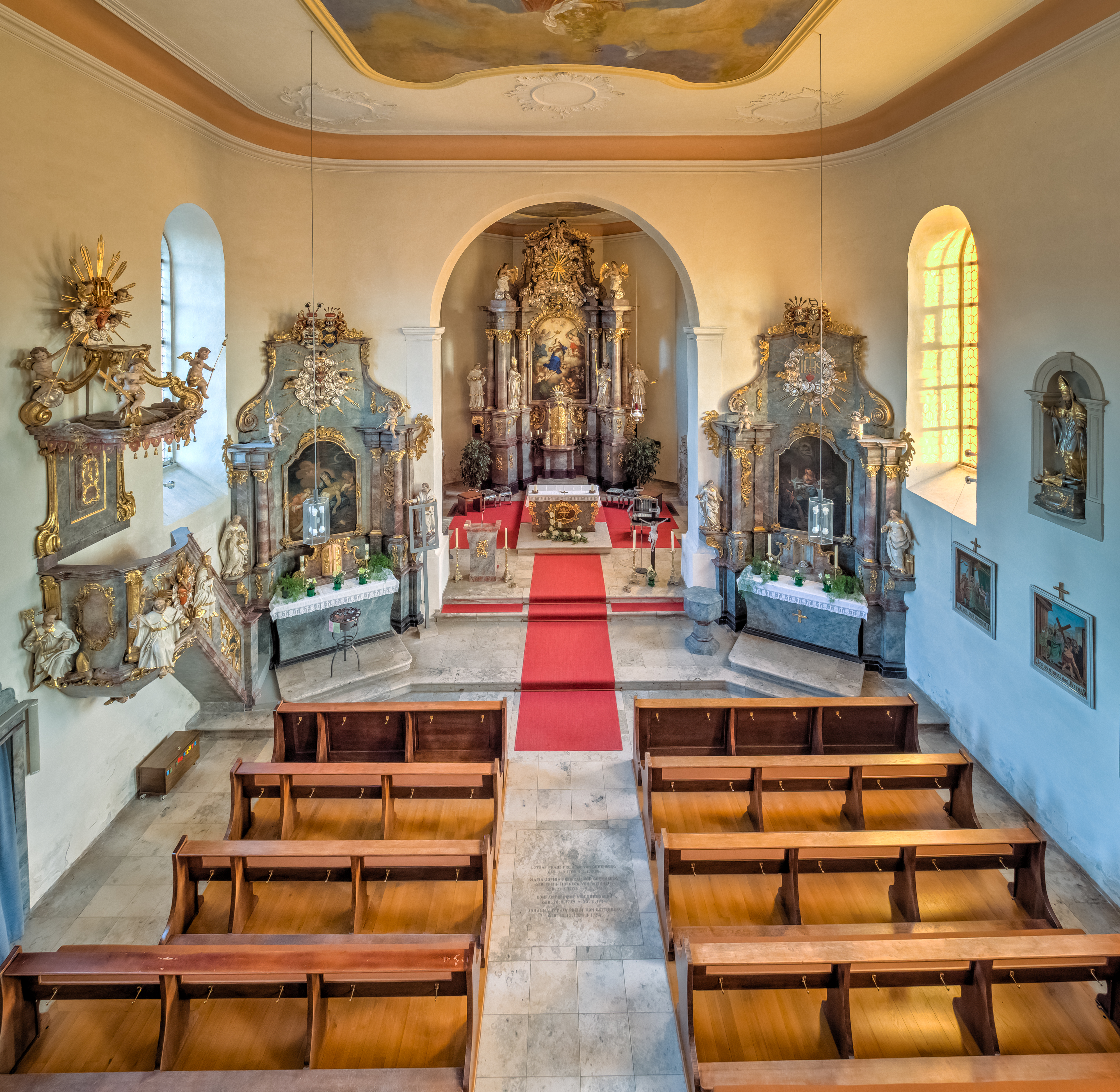
Das Langhaus von der Orgelempore aus mit Blick auf den Altar

Von einem Vorgängerbau aus dem frühen 14. Jahrhundert ist als östlicher Anbau das Erdgeschoss des ehemaligen Chorturms erhalten. Im alten Chorraum befinden sich noch Fresken des 14. und 17. Jahrhunderts. Der Würzburger Fürstbischof Julius Echter von Mespelbrunn veranlasste 1611 einen Umbau der Pfarrkirche.
Ein Neubau entstand an exponierter Stelle ab 1752 nach den Plänen des Goßmannsdorfer Baumeisters Egid Bierdimpfel. 1759 weihte  der Weihbischof in Würzburg Daniel Johann Anton von Gebsattel die Kirche. Der spätbarocke Saalbau besteht aus einem Langhaus, einem eingezogenen Chor im Osten und einem Fassadenturm im Westen. Der mit einer schiefergedeckten Zwiebelhaube bedeckte Fassadenturm hat an den Ecken Lisenen und ist durch Gesimse in drei Geschosse unterteilt. Im Erdgeschoss befindet sich das Portal, im ersten Obergeschoss die Turmuhr und im zweiten Obergeschoss der Glockenstuhl. Die Altäre und die Kanzel stammen aus der Bauzeit. Ein frühgotisches Sakramentshaus ist verziert mit Statuen von Jakob van der Auwera, dem Vater von Johann Wolfgang van der Auwera.